# Säg vem är han, som i sitt hemlands dalar
Säg hvem är han, som i sitt hemlands dalar är en psalmtext av predikanten i Helgelseförbundet Emil Gustafson. Texten har fem 4-radiga verser med en 2-radig kör.

## Publicerad i
- Herde-Rösten 1892 som nummer 393 med titeln En fläkt från evighetens verld under rubriken Jesu makt.